# Meromiktisches Gewässer
Als meromiktisches Gewässer bezeichnet man in der physikalischen Limnologie – und auch Ozeanographie – ein stehendes Gewässer, in dem die vertikale Wasserzirkulation nicht über das ganze Tiefenprofil stattfindet. Das Phänomen wird Meromixis genannt.

## Grundlagen

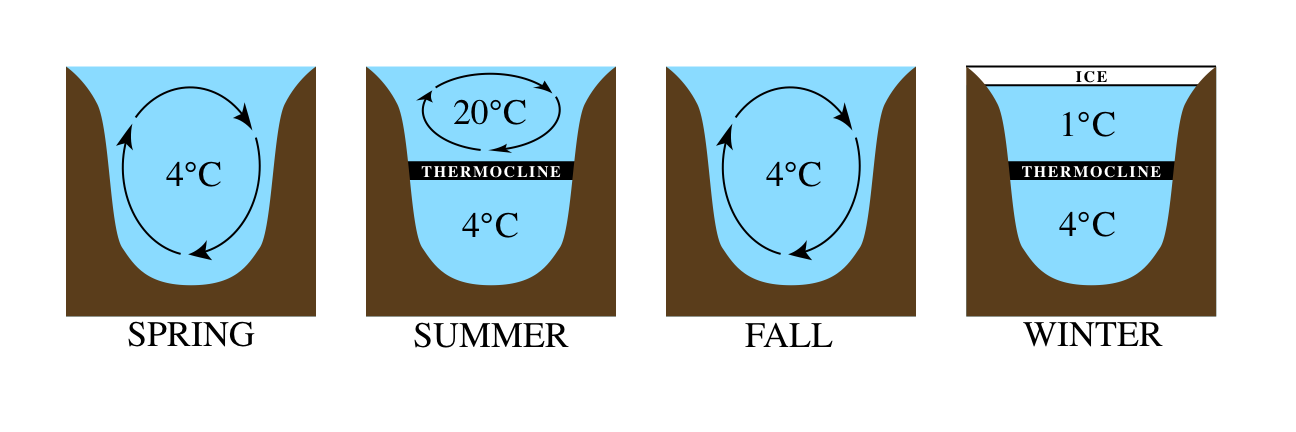
Holomiktische Durchmischungen des Wasserkörpers von Seen größerer Tiefe

Das Mixis-System (Durchmischung) ist ein System der Klassifikation von Stillgewässern. Hier stehen die meromiktischen (teilweise durchmischenden, von altgriechisch μέρος méros, deutsch ‚Teil‘) Gewässer zwischen den holomiktischen (ganz durchmischenden) und amiktischen (nicht durchmischenden): In einem meromiktischen Gewässer findet Durchmischung nur in bestimmten, voneinander getrennten Zonen statt, wodurch sich Zonen verschieden alten Wassers ausbilden, während sich das Wasser in anders geschichteten Wasserkörpern, etwa dimiktischen oder oligomiktischen, zumindest einmal jährlich – in ersteren jahreszeitlich, in zweiteren unregelmäßig – vollständig durchmischt.
Der Begriff der Meromixis wurde vom Österreicher Ingo Findenegg 1935 geprägt und von George Evelyn Hutchinson 1937 wesentlich erweitert.
Spezielle Begriffsbildungen sind noch „dimiktisch“ (Seen oder Gewässer, die sich zweimal pro Jahr – in der Übergangszeit – durchmischen, Normalfall) und „oligomiktisch“ (Seen oder Gewässer, die sich nur alle paar Jahre durchmischen).

## Mechanismen
Die regulär zirkulierende obere Schicht wird Mixolimnion (‚mischendes Wasser‘) genannt, der Tiefenwasserbereich Monimolimnion. Im Mixolimnion bildet sich oft eine reguläre – permanent oder intermittierend – mischende Schichtung mit Epilimnion (Oberflächenwasser), Metalimnion (Sprungschicht) und auch einem Hypolimnion (Tiefenschicht) aus, nur überlagert diese das Monimolimnion, sodass sich eine charakteristische Trennschicht ausbildet.
Es kommen vor allem zwei Ursachen in Frage.
- Temperaturinduzierte Prozesse: Kaltes Wasser mit 4 °C (Temperatur der größten Wasserdichte) reichert sich an, es entsteht eine Temperaturschichtung (Trennschicht: Thermokline). Dieser Mechanismus tritt primär in gemäßigten oder temperierten Klimaten auf.[7]
- Salinität und andere Lösungen und Gemische des Wassers: Durch gelöste Stoffe wird Wasser schwerer und optisch dichter (Beispiel Solar Pond), die Trennschicht wird Chemokline genannt,

Meromiktische Gewässer bilden meist einen stabilen Zustand, der nur durch Ausnahmsereignisse aufgehoben werden kann. Das Mixolimnion versorgt das Monimolimnion regelmäßig mit Nachschub an kaltem oder angereichertem Wasser. Die beiden Prozesse kommen auch in Kombination vor, andererseits können hochsaline Monimolimnia auch bei warmem Tiefenwasser stabil bleiben. Begünstigend sind zum Beispiel eine kleine Wasseroberfläche im Verhältnis zur Tiefe, wodurch in windgeschützter Lage kaum Angriffsfläche für den Wind entsteht. Ein Sonderfall ist etwa der Ödensee, Steiermark, der durch kalte unterirdische Höhlenzuflüsse meromiktisch wird: Es fließt nur das warme Oberflächenwasser ab, die Tiefe bleibt chemisch geschichtet.
Das Mixolimnion verliert ständig durch Sedimentation Biomasse und damit Nährstoffe an das Monimolimnion. Dadurch bilden sich im Tiefenwasser oft anaerobe (sauerstofffreie) Verhältnisse aus. Bekanntes Beispiel ist das Schwarze Meer, das größte meromiktische Becken der Erde, das in der Tiefe für höhere Lebewesen unbewohnbar ist.
Auch Methan, Ammonium, Schwefelwasserstoff und ähnliche Stoffwechselendprodukte können sich so anreichern.
Ein Beispiel für ein eigenständiges Biotop, durch ein meromiktisches Gewässer bedingt, ist der Ongeim'l Tketau (Jellyfish Lake ‚Quallensee‘) in Palau, ein abgeschnittener Meeresrest mit seiner Quallen- und Seeanemonenpopulation im Mixolimnion, einer schwebende Matte von Bakterien der Gattung Chromatium (Chromatiaceae) an der dünnen, hochsauren Chemokline und dem anoxischen Tiefenwasser.
Neben natürlichen Prozessen können auch anthropogene Ereignisse zur Ausbildung meromiktischer Seen führen. Beispiele sind der Luganersee und Zugersee, zwei randalpine Talungsseen, durch Eutrophierung aus der Landwirtschaft und Abwässern seit den 1950ern, die Bergbaufolgelandschaft Merseburg-Ost (Raßnitzer See), oder der Traunsee im Salzkammergut durch jahrhundertelange industrielle Einleitungen aus den Salinen Bad Ischl und Ebensee. In solchen Fällen ist Frage aktueller Forschung, ob und wie man die „unnatürlichen“ Meromixis aufheben könnte.

Ammonium-Verteilung im Mono Lake (in Mikromol nach Wassertiefe, 1982–1988)

Es kann in normalerweise oligomiktischen Seen auch zu meromiktischen Episoden kommen. So sind am Hallstättersee, ebenfalls im Salzkammergut, durch Chloride aus dem Salzbergbau (durch Bergwerksgebrechen) Phasen unterbrochener Durchmischung aus den Jahren 1971–1975, 1981–1988 und 2006–2011 untersucht, oder im Mono Lake, USA, in den 1980ern und 1990ern durch starken Oberflächenzufluss von Süßwasser in den See, der durch vorherige Wasserentnahme einen stark angereicherten Salzgehalt aufwies.
In Stauseen – ohne Grundablass – findet sich oft beim Erststau durch anaerobe Zersetzung der überstauten Biomasse Meromixis ein, die sich meist erst nach ein, zwei Jahrzehnten stabilisiert. Aus diesem Grund wird heute möglichst zumindest der Wald geschlägert, optimalerweise der Mutterboden abgetragen. Dasselbe findet auch bei der natürlichen Neubildung von Seen etwa durch Abschnürungen vom Salzwasser oder bei durch Massenbewegungen verlegten Talungen statt.
Durch spezielle Bedingungen kann es auch zu zumindest teilweisen Zirkulationsvorgängen in das Monimolimnion kommen, wodurch giftige Abbauprodukte von Mikroorganismen zu Fischsterben führen kann. Bekannt ist auch der Kohlenstoffdioxid-Ausbruch des Kratersees Nyos in Kamerun nach Erdbeben (1986, 1800 Todesopfer).
Meromixis rückt auch zunehmend in den Fokus der Paläoklimatologie, weil in der Tiefe ungestörte Sedimentation stattfindet, wodurch gut erhaltene Klimaarchive entstehen. Auch wird vermutet, dass viele ergiebige Fossillagerstätten unter den sauerstoffarmen Bedingungen meromiktischer Süßwasserseen oder Lagunen entstanden sind.

## Liste der meromiktischen Seen
Meromiktische Seen gibt es auf der ganzen Welt. Die Verteilung scheint ungleichmäßig zu sein, was aber möglicherweise auf unvollständige Untersuchungen zurückzuführen ist. Abhängig von der genauen Definition von „meromiktisch“ liegt das Verhältnis zwischen meromiktischen und holomiktischen Seen weltweit bei etwa 1:1000.

### Afrika

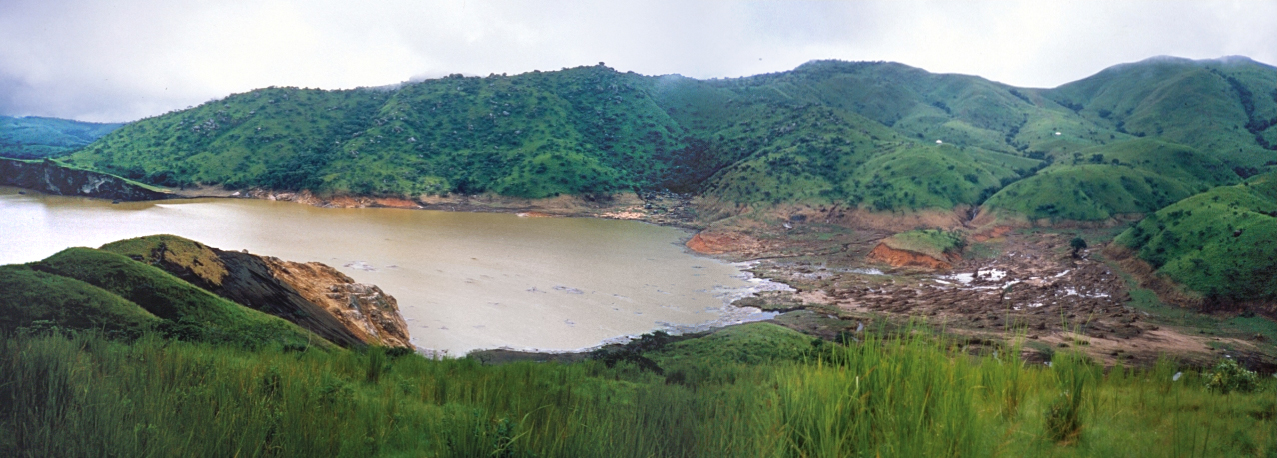
Nyos-See nach dem Ausbruch von 1986

- Nyos-See und Manoun-See in Kamerun[16][17]
- Kiwusee in Ruanda/Demokratische Republik Kongo[16]
- Tanganjikasee in Burundi/Demokratische Republik Kongo/Sambia[16]
- Malawisee in Malawi/Mosambik/Tansania[16]
- Lake Nyahirya (auch Lake Nyahira, Ziwa Nyahirya), südwestlich des Ortes Rwaihamba,[16][18][19] Kyaningasee, West-Uganda[20]
- Lake Sonachi beim Naivashasee, Nakuru County, Kenia[16]

### Antarktis
- Vandasee alias Lake Vanda im Ross-Nebengebiet

- Fryxellsee in Viktorialand

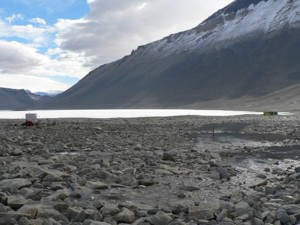
Der eisbedeckte Vandasee mit dem Onyx River im Vordergrund (rechts)

- Burton Lake, eine meromiktische und salzhaltige Lagune.[21]
- 21 Seen einschließlich Organic Lake,[17] Ace Lake,[21][16][17][22] Pendant Lake,[21] Glider Lake, Williams Lake, Abraxas Lake, Johnstone Lake, Ekho Lake, Lake Farrell, Shield Lake, Oval Lake, Ephyra Lake, Scale Lake,[21] Lake Anderson alias Anderson Lake, Oblong Lake, Lake McCallum, Clear Lake,[21] Laternula Lake und South Angle Lake in den Vestfoldbergen.[23]
- Taynaya Bay (Burke Basin)[21]

### Asien
- Pantai Keracut (Keracut Beach) Lake, Penang Nationalpark in NW der Insel Penang, Malaysia.
- Ongeim'l Tketau (Quallensee), Eil Malk, Republik Palau.

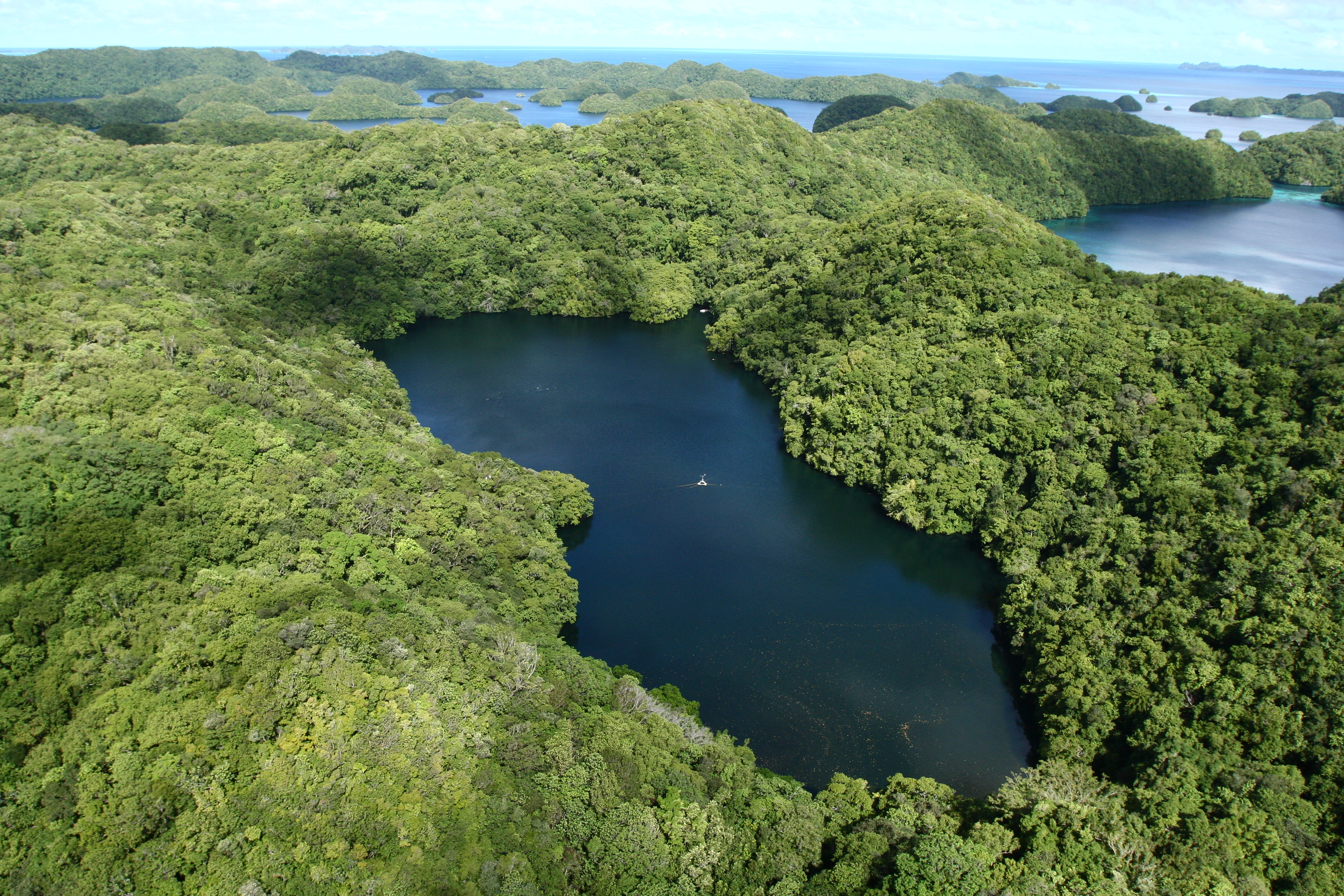
Quallensee, Luftbild mit Blick Richtung Westen

- Zigetangcuo Lake (tibetisch ཙི་གེ་དར་མཚོ tsi ge dar mtsho, THL Tsige Dartso), ein krenogener See in der Präfektur Nagqu, Tibet, VR China. Es handelt sich um den höchstgelegenen meromiktischen See.[24]
- Karnaphuli-Stausee (bengalisch কাপ্তাই হ্রদ englisch Kaptai Lake), im Distrikt Rangamati, im südöstlichen Teil von Bangladesch. Entstanden durch den Bau eines Staudamms in Kaptai zur Errichtung eines Wasserkraftwerks.
- Bababu-See, Basilisa, Dinagat Islands, Philippinen.
- Vansee, Osttürkei[16]
- Schirasee, Chakassien, Südsibirien, Russland[16][17]
- Lake Shunet, Chakassien, Russland[16][17]
- Lake Oigon, im NW der Mongolei[16][17]
- Matanosee, im Osten der indonesischen Insel Sulawesi[16]
- Lake Harutori (japanisch 春採湖 Harutoriko), in der Stadt Kushiro, Hokkaidō, Japan[16]

### Australien
- Tasmanien

- Fidler-See (Lake  Fidler), nahe dem Gordon River im Weltnaturerbegebiet Tasmanische Wildnis, Tasmanien, Australien.

- Lake Morrison, ebenda
- Sulphide Pool, ebenda

### Europa
- Österreich

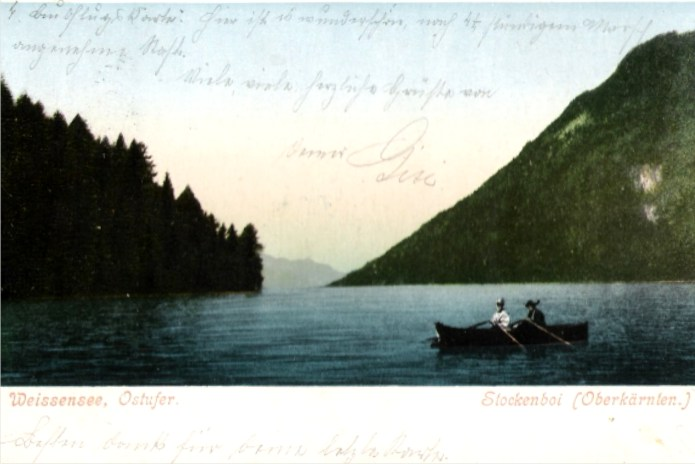
Weißensee um 1900

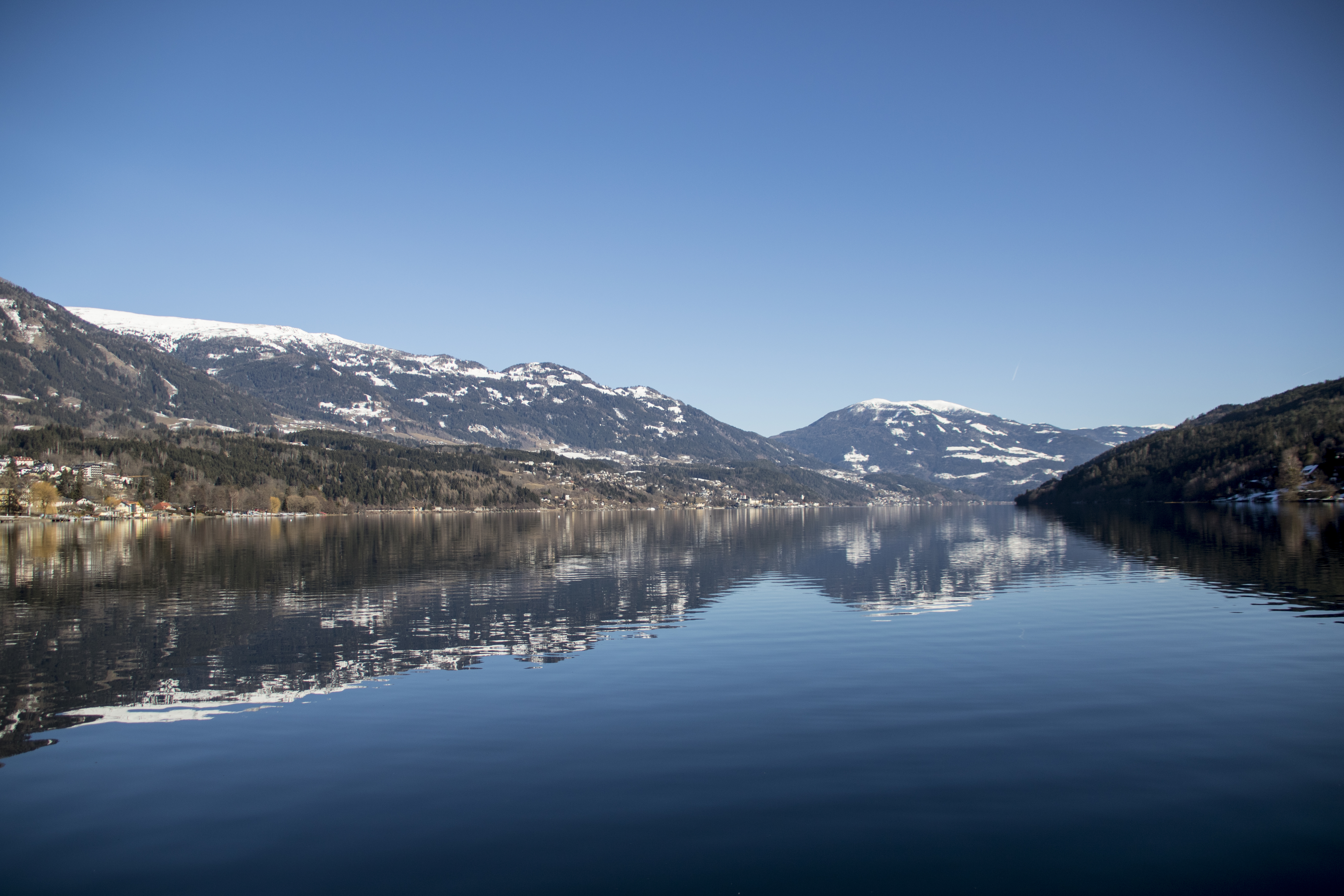
Millstätter See im Frühling

- Kärntner Seen, Alpenseen im Bundesland Kärnten, untersucht von Ingo Findenegg in den 1930er Jahren: Wörthersee (Durchmischungstiefe 45–60 m), Millstätter See (50–80 m), Weißensee (40–60 m), Klopeiner See (30 m), Längsee (15 m) und Goggausee (8 m)
- Toplitzsee und Ödensee im Salzkammergut

- Deutschland

- Alatsee, kleiner Alpensee in der Nähe der Stadt Füssen, Bayern, in direkter Nähe zur österreichischen Grenze (Durchmischungstiefe 15–18 m).

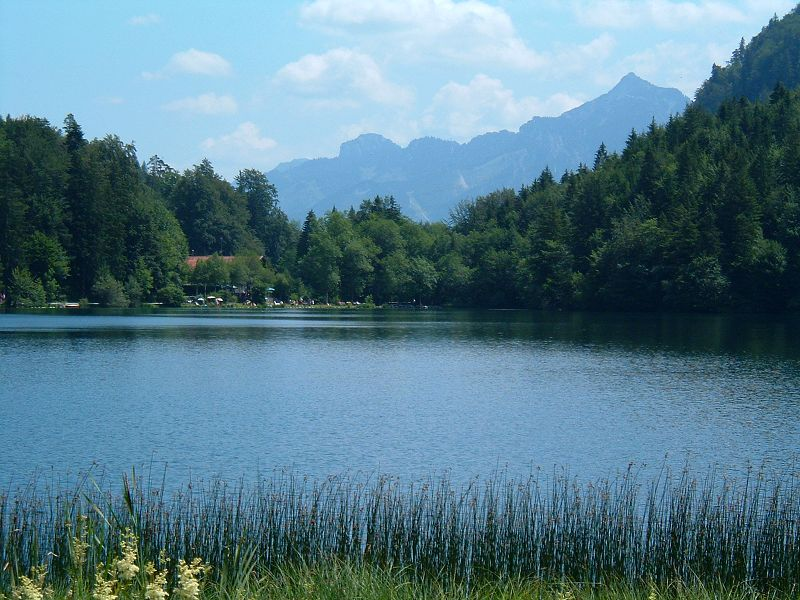
Blick über den Alatsee im SW von Füssen Richtung Osten

- Ulmener Maar, Weinfelder Maar und Schalkenmehrener Maar
- Großer Goitzschesee (von Zadereev et al. als Lake Goitsche bezeichnet), Raßnitzer See und Wallendorfer See
- Hemmelsdorfer See, Südbecken

- Finnland

- Vähä-Pitkusta-See
- Pakasaivo-See
- Alinen Mustajärvi

- Norwegen

- Birkelandsvatn (alias Birkelandsvatnet oder Salvatnet), Kilevann, Tronstadvatn, Rørholtfjorden, Botnvatn (alias Botnvatnet (Saltdal)), Rørhopvatn (alias Rørhopvatnet) und Strandvatn (alias Strandvatnet)

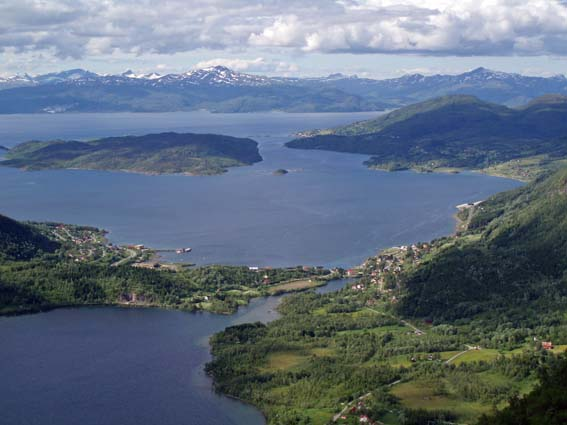
Strandvatnet in Nordland unten links; nur ein schmaler Isthmus trennt den see vom Ofotfjord.

- Kongressvatnet, Kapp Linné nahe Grönfjord (Grønfjorden), Spitzbergen

- Irland

- Lough Furnace (irisch Loch na Foirnéise)

- Russland (europäischer Teil)

- Mogilnoje-See (russisch Могильное, englisch Lake Mogilnoe) in der Oblast Murmansk.

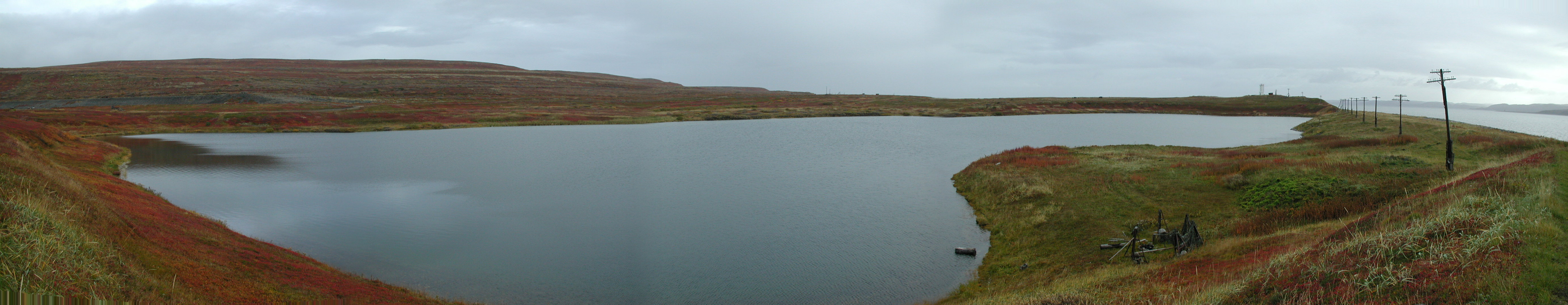
Mogilnoje-See

- Zeleny Mys („Grünes Kap“), Oblast Murmansk, der periodisch durch einen Kanal aus der Kandalakscha-Bucht mit Meerwasser versorgt wird.

- Frankreich

- Lac Pavin,

- Lac du Bourget

- Spanien

- Cueva de la Mora, Andalusien
- Laguna de La Cruz

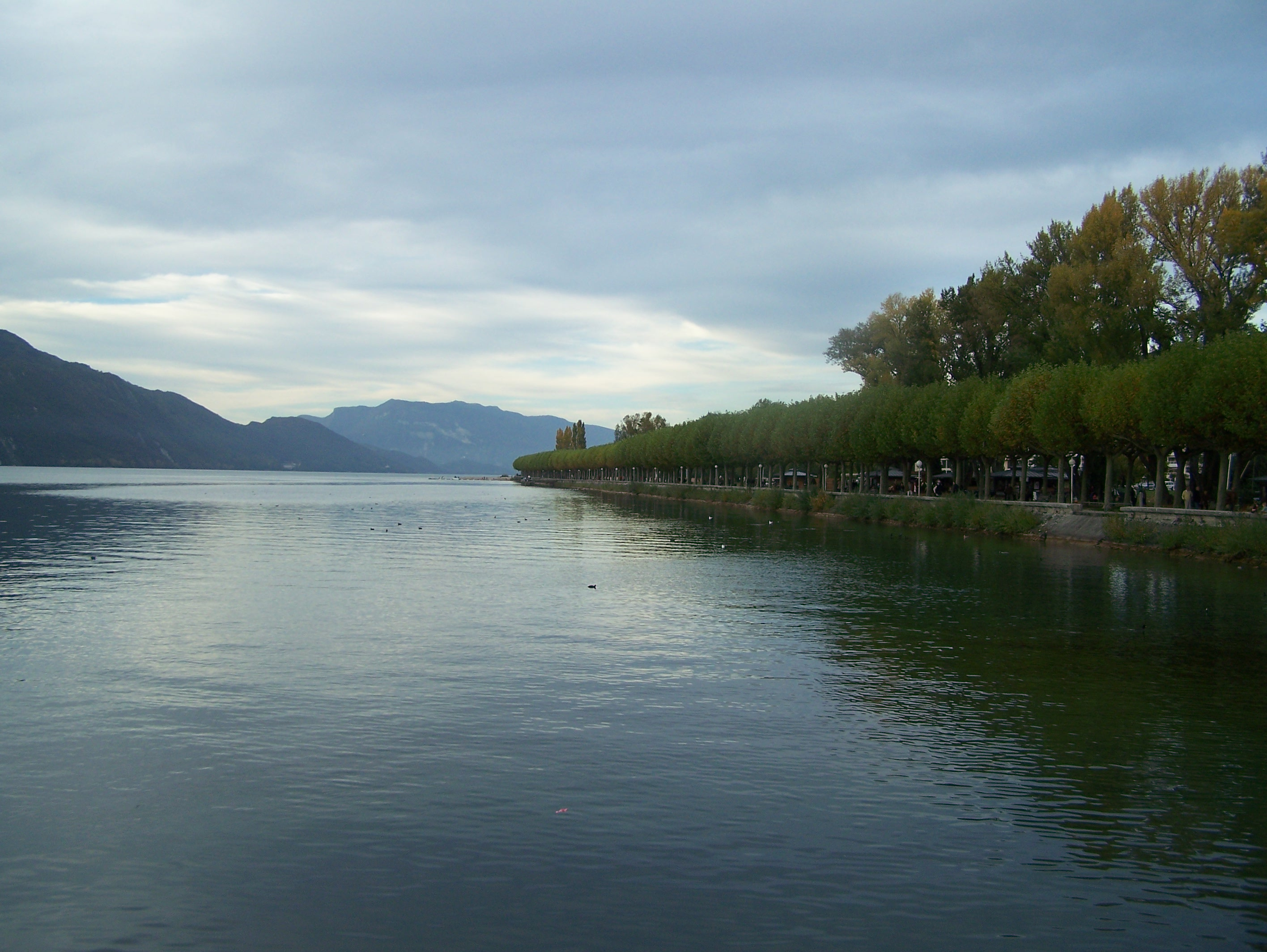
Lac du Bourget ist der größte und tiefste See in Frankreich

- El Tobar, Provinz Cuenca, Autonome Region Kastilien-La Mancha
- Banyoles-See, bei Banyoles im NO von Katalonien
- Lake Vilar und Lake Cisó, in NO-Spanien, letzterer einer der Fundorte des parasitischen Epibionten Vampirococcus (Gram-negative Bakterien), nach anderen Autoren ist dieser aber (sogar) holomiktisch.

- Schweiz

- Lago di Cadagno im Kanton Tessin und früher der benachbarte Lago Ritóm ebenda
- Luganersee ebenfalls im Kanton Tessin

- Zugersee

- Italien

- Idrosee, Lombardei, Norditalien
- Lago di Faro (alias Patano Piccolo), Capo Peloro, beim Leuchtturm (italienisch faro) von Messina, Sizilien

- Kroatien

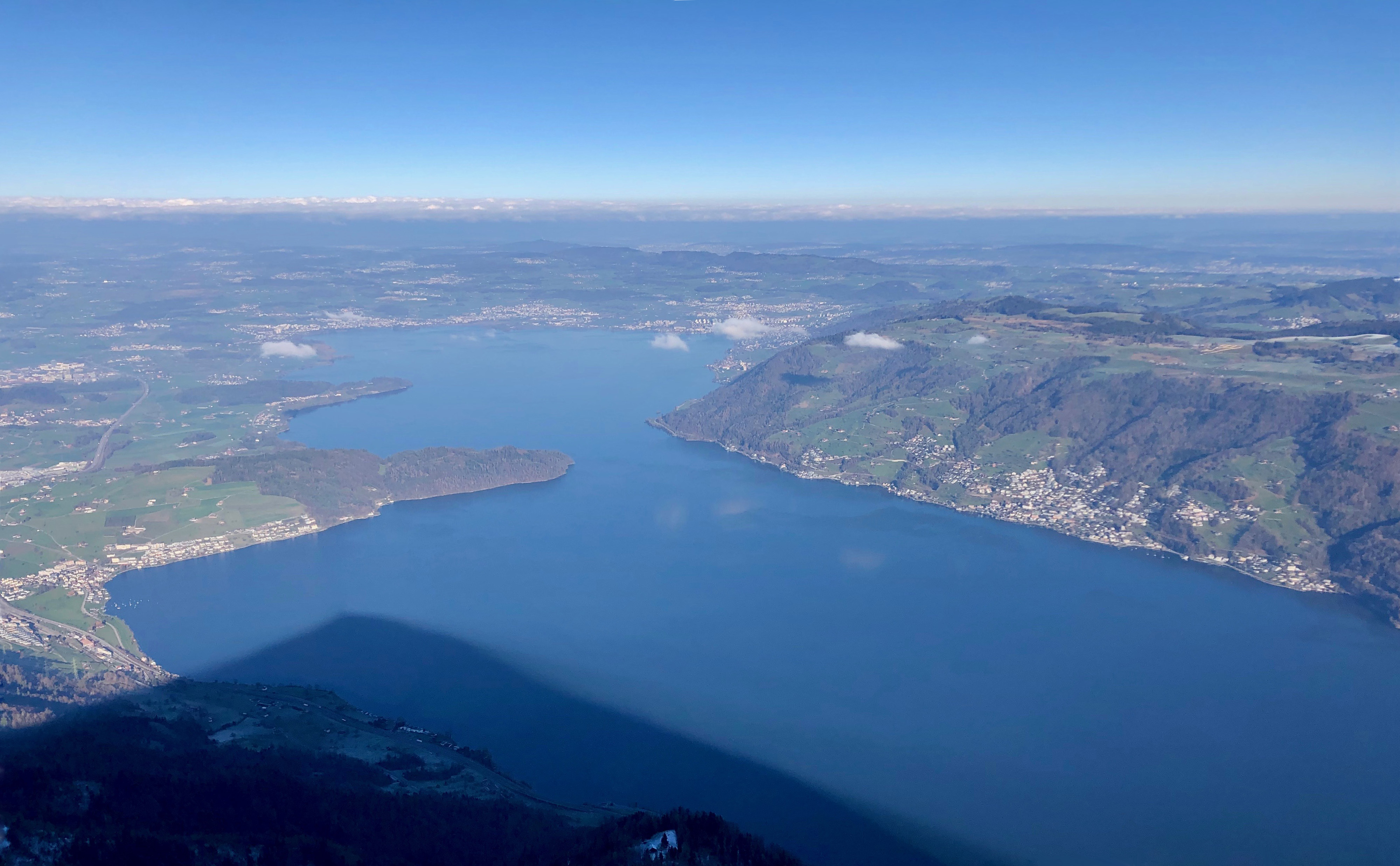
Zugersee von der Rigi aus gesehen, Schatten von Rigi Kulm

- Drachenaugensee bei Rogoznica nahe Šibenik

- Griechenland

- Etoliko-Lagune, Westgriechenland

- Rumänien

- Lacul Fără Fund bei Ocna Sibiului in Siebenbürgen (Transsylvanien)
- Lacul Ursu, Siebenbürgen
- Lacul Ocnei alias Lacurile Durgău, See Nummer 4 bei Turda, Siebenbürgen

- Polen

- Jaczno, Gmina Wiżajny

- das Schwarze Meer (siehe oben).

### Amerika
- Lateinamerika (Mittel- und Südamerika)

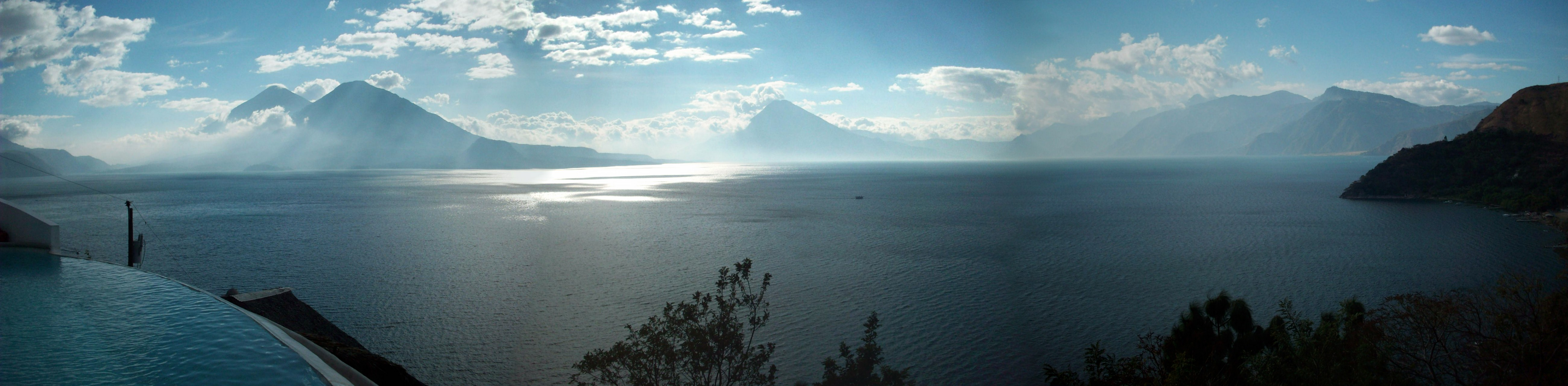
Lago de Atitlán, Aufnahme von 2007

- Atitlán-See (Lago de Atitlán), Sololá, 50 Quadratmeilen, 1.000 ft tiefe Caldera, endorheischer See im Departement Solola, Guatemala.
- Laguna El Ocho, 80 km südöstlich von Santiago, Chile
- Kori Kollo Mine Pit, Bolivien

- Kanada

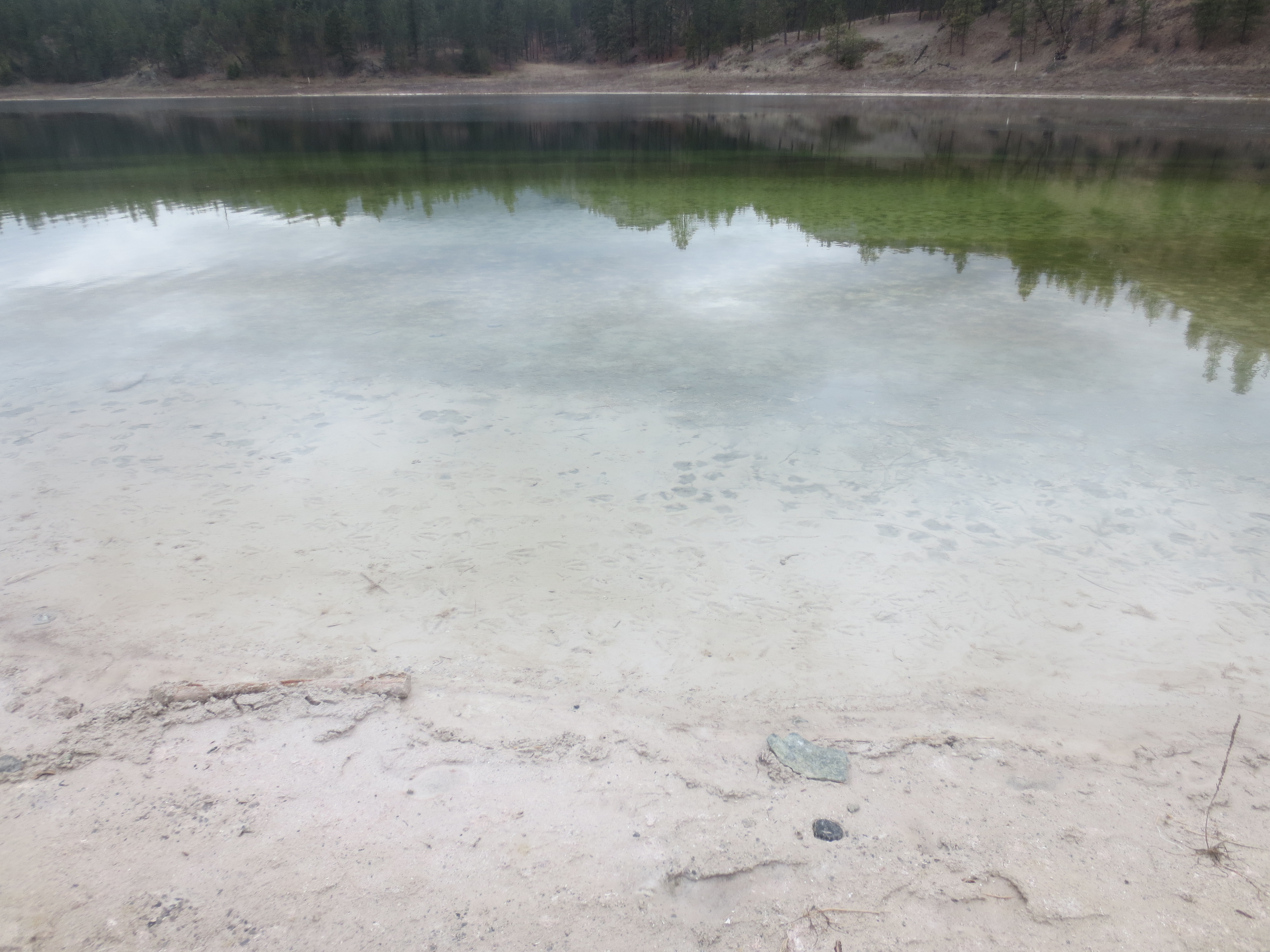
Wintermorgen am meromiktischen Salzsee Mahoney Lake

- Lake A und Lake C1 on Ellesmere Island, Nunavut
- Blackcat Lake bei Dorset, Haliburton County, Ontario, im Frost Centre.
- Crawford Lake bei Milton (Ontario)
- Picard Lake bei Lakehurst (Ontario)
- Little Round Lake in Central Frontenac, Ontario
- Mahoney Lake im Okanagan Valley, British Columbia
- McGinnis Lake im Petroglyphs Provincial Park, Ontario
- Pink Lake im Gatineau-Park, Quebec
- Powell Lake in der Stadt Powell River, British Columbia
- Sunfish Lake bei Waterloo (Ontario)

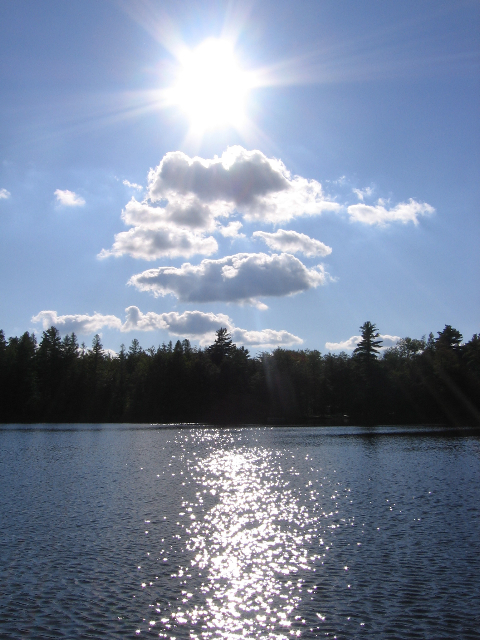
Sunfish Lake bei Waterloo (Ontario).

- Teapot Lake, Heart Lake Conservation Area, Brampton (Ontario)
- Ogac Lake (Inuktitut für Kabeljau alias Dorsch), Baffininsel, Nunavut

- USA

- Ballston Lake, 30 km NNW von Albany (New York).
- Big Soda Lake, NW von Fallon (Nevada).

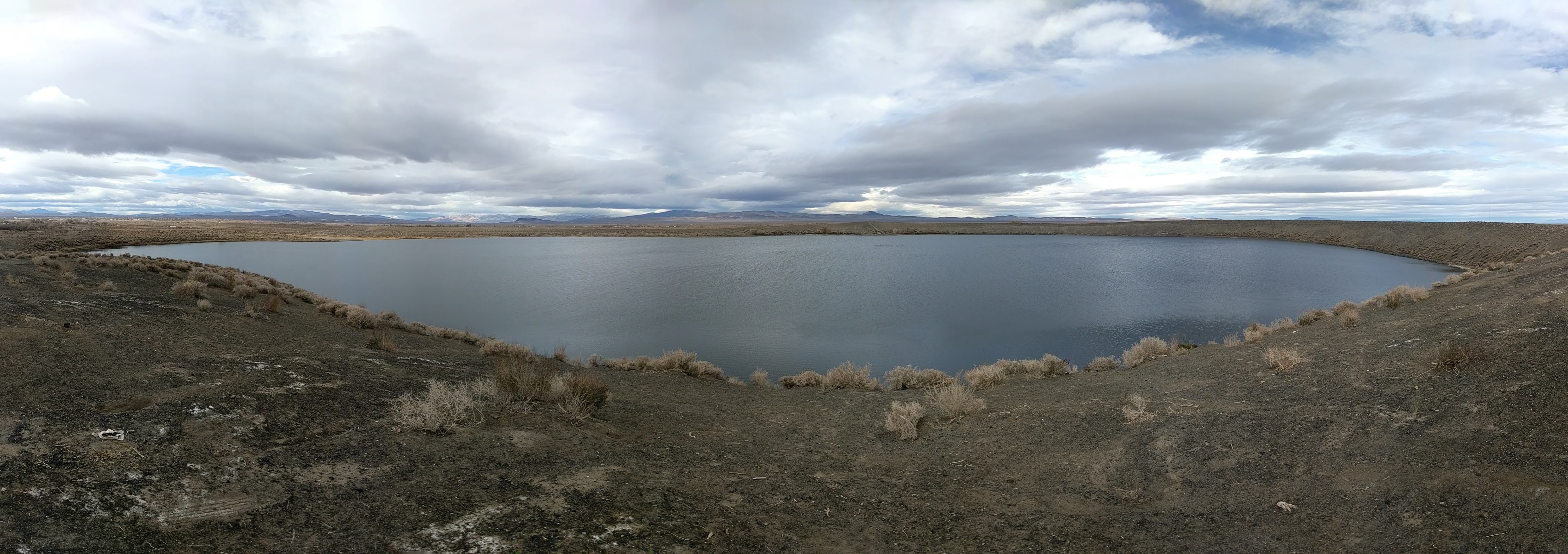
Big Soda Lake bei Fallon (Nevada)

- Brownie Lake bei Minneapolis (Minnesota).
- Canyon Lake bei Big Bay, Marquette County, Michigan.
- Chapel Lake im Pictured Rocks National Lakeshore, bei Munising, Michigan.
- Devil's Bathtub im Mendon Ponds Park im SO von Rochester (New York)
- Irondequoit Bay bei Rochester (New York), wird auch als meromiktisch angesehen; die Verwendung von Streusalz wurde als Hauptgrund für den Wechsel genannt.
- Glacier Lake in Clark Reservation State Park bei Syracuse (New York).
- Green Lake und Round Lake im Green Lakes State Park bei Syracuse (New York).

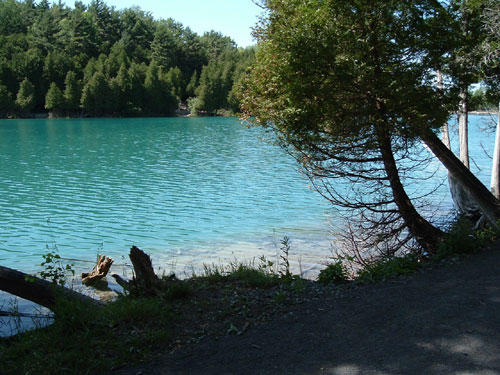
Green Lake bei Syracuse (New York).

- der Große Salzsee bei Salt Lake City (Utah).
- Hot Lake, Okanogan County, Washington
- Knaack Lake, Wisconsin
- Lake Mary in der NW-Ecke von Vilas County, Wisconsin.
- Lower Mystic Lake in Arlington und Medford, Massachusetts.
- Redoubt Lake (alias Kunaa Shak Áayi) bei Sitka, Alaska; einer der größten meromiktischen Seen Nordamerikas.
- Soap Lake (See), Soap Lake (City), Grant County (Washington).

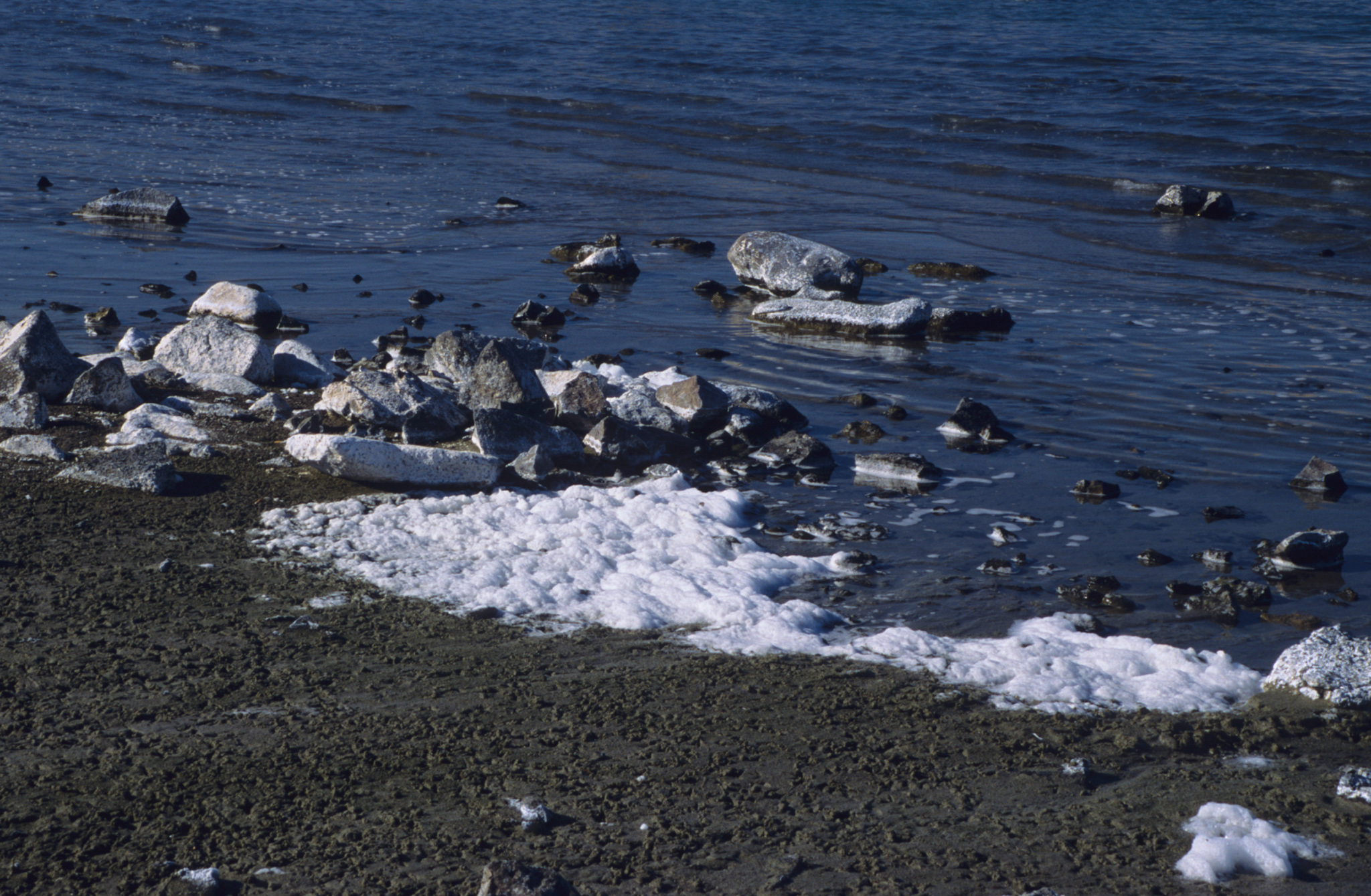
Seifenschaum am Ufer des Soap Lake im Bundesstaat Washington